# Trichopteromyia
Trichopteromyia is een muggengeslacht uit de familie van de galmuggen (Cecidomyiidae).

## Soorten
- T. denticauda Gagne, 1985
- T. modesta Williston, 1896